# John Nicholas (cầu thủ bóng đá)
J. Nicholas là một cầu thủ bóng đá người Anh từng thi đấu tại Thế vận hội Mùa hè 1900.
Tại Paris ông giành huy chương vàng cùng câu lạc bộ Upton Park.